# Лъндъндери (графство)
Графство Лъндъндери или само Дери (на английски: County Londonderry – Каунти Лъндъндери, на ирландски: Doire, което значи „дъбова гора/дъбрава“) е едно от традиционните графства в Ирландия. Намира се в провинция Ълстър и е част от Северна Ирландия. Наречено е на името на най-големия град (по-късно получава статус „сити“ и става административен център) в него – Дери (или Лъндъндери), който се намира в северозападната част на графството. Лъндъндери е едно от четирите графства в Северна Ирландия, в които население е съставено предимно от католици, както сочи преброяването от 2001 г.

## География
Най-високата точка в графството е върха на планината Соуел (678 м) на границата с графство Тайроун. Соуел е част от планините Сперин, които доминират над южната част на графството. На изток и запад се намират долините на реките Бан и Фойл, а на югоизток Лъндъндери достига бреговете на езерото Лох Ней, което е най-голямото в Ирландия. Северната част на графството се отличава с острите скалисти брегове и прекрасните плажове на Атлантическото крайбрежие.

## История
За разлика от града в миналото не съществува административна област, наречена графство Лъндъндери – тя е създадена през 1613 г. от правителството, обединявайки предишното графство Коулрейн и баронството Лохинсхолин (в която се намира северната част на Тайроун) заедно с малки части от Антрим. Това сливане е с цел контролирането на двата бряга на реките Фойл и Бан и придобиването на достъп до голямо количество дървесина за строителство.

## Забележителности
Графството е дом на няколко важни сгради и природни забележителности, включително добре запазените крепостни стени на Дери от XVII в., храмът Мусенден, дигите в графството, важните резервати за птици на източния бряг на Лох Фойл и домът на нобеловия лауреат, поетът Шеймъс Хийни. В централната част на графството се намират големи стари гори, където река Бърнтолет образува най-високите водопади в Северна Ирландия.
Цветето на графството е пурпурното потайниче.

## По-големи градове
- Дери
- Коулрейн
- Клауди
- Дънгивън
- Лимавади
- Махърафелт
- Портстюарт